# 120 Elmbank Street

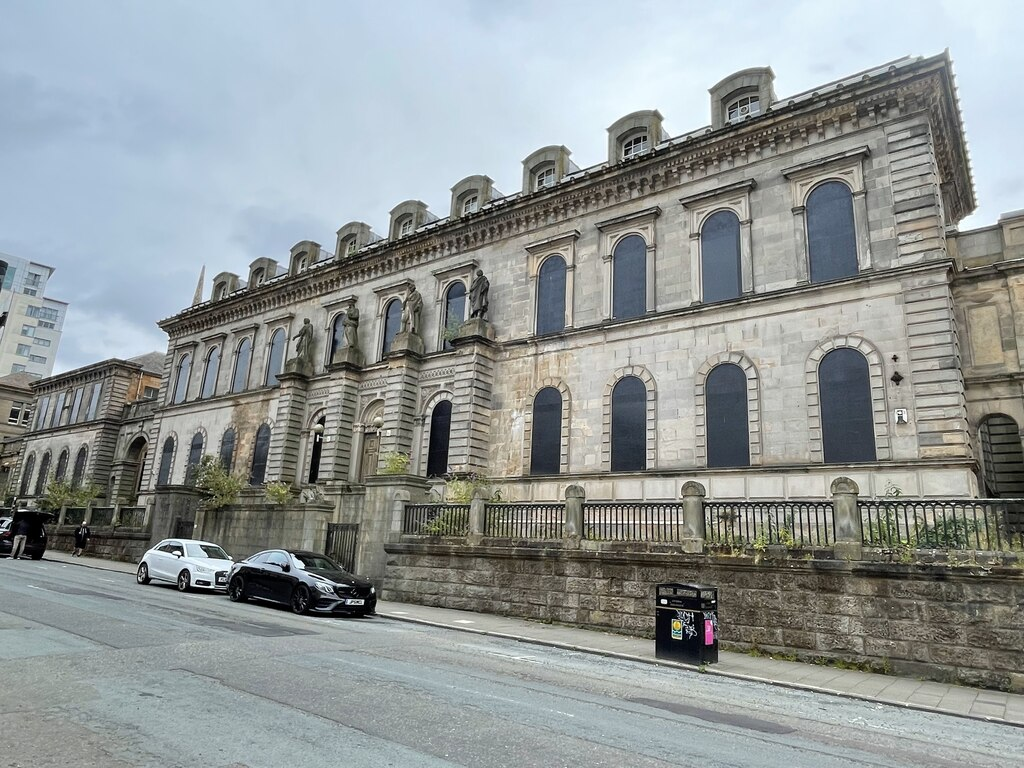
120 Elmbank Street

Unter der Adresse 120 Elmbank Street in der schottischen Stadt Glasgow befindet sich eine ehemalige Schule und heutiges Ratsgebäude. 1970 wurde das Bauwerk in die schottischen Denkmallisten zunächst in der Kategorie B aufgenommen. Die Hochstufung in die höchste Denkmalkategorie A erfolgte 1988.

## Geschichte
Das Gebäude wurde 1846 als Elmbank Academy beziehungsweise Glasgow Academy fertiggestellt. Als diese 1878 nach Hillhead umzog, beherbergte das Gebäude die Glasgow High School. Seit 1976 dient es als Bürogebäude des Rates von Strathclyde beziehungsweise seiner Nachfolgekörperschaft.
Für den Entwurf des ursprünglichen Gebäudes zeichnet der schottische Architekt Charles Wilson verantwortlich. 1867 wurde ein Anbau nach einem Plan von John Burnet hinzugefügt. Der vier Achsen weite Nordflügel entstand 1875 nach einem Entwurf von Hugh Hough MacLure, der 1887 auch einen weiteren Flügel plante. Die Errichtung des Südflügels im Jahre 1886 nach einem Plan von James Lymburn Cowan schlug mit 8000 £ zu Buche. Cowan plante auch einen weiteren Flügel an der Nordseite (1897) und war an der Planung der Aula 1905 beteiligt. Ein Gebäude für die Naturwissenschaften wurde 1931 in Zusammenarbeit mit dem Architekturbüro Watson, Salmond & Gray fertiggestellt. Dieses plante auch die signifikante Erweiterung in der zweiten Hälfte der 1930er Jahre. Die Maßnahme umfasste die Einrichtung von 18 Klassenzimmern, einer Bibliothek, einer Sporthalle, zwei Hausmeisterwohnungen sowie Räumlichkeiten für die Administration. Des Weiteren entstand das Eingangstor in diesem Zuge.

## Beschreibung
Das Gebäude steht zwischen der Elmbank Street und der Holland Street im Glasgower Zentrum. Das älteste Gebäude ist zweistöckig und im Stile der italienischen Renaissance ausgestaltet. Die vier Skulpturen von Homer, Cicero, Galilei und Watt schuf der Bildhauer John Mossman um 1880. Das 1897 entstandene Gebäude entlang der Holland Street ist ebenfalls zweistöckig und mit Rundbogenfenstern gestaltet. Der Wissenschaftsflügel bildet den nordwestlichen Abschluss. Der neoklassizistische Bau ist dreistöckig. Kolossale Pilaster gliedern die Fassaden. Er schließt mit einem schiefergedeckten Walmdach und ist über einen Torbogen mit dem nebenliegenden Gebäude verbunden. Die zuletzt entstandenen Hausmeisterwohnungen weisen die Merkmale der französischen Renaissancearchitektur auf. Es handelt sich um einstöckige Gebäude mit ausgebautem Dachgeschoss.